# Van Braam Houckgeestkazerne
De Van Braam Houckgeestkazerne is een kazerne in de Nederlandse gemeente Utrechtse Heuvelrug. De kazerne ligt in de bossen ten noordwesten van Doorn op een terrein ten zuiden van de Oude Arnhemse Bovenweg, tussen de Stamerweg en de Woestduinlaan. Anno 2019 dient de kazerne als thuisbasis voor het Korps Mariniers. De kazerne is vernoemd naar Floris Adriaan van Braam Houckgeest.

## Geschiedenis
In de Tweede Wereldoorlog werd ter plaatse door de Duitsers het Nederlands Arbeidsdienstkamp Woestduin aangelegd.
Op 1 maart 1946 werd in het complex de School Reserve Officieren Mariniers (SROM) gevestigd dat toen kamp Woestduin werd genoemd. In datzelfde jaar werden er ook een aantal mariniersopleidingen gehuisvest en kreeg de kazerne de naam Afdeling Mariniers Doorn. In 1946 bestond het terrein uit elf barakken en was er ten noorden van het complex een exercitieterrein en een oefenterrein gelegen.
In april 1955 werd de naam van de kazerne gewijzigd in Van Braam Houckgeestkazerne.
Door de jaren heen werd het complex regelmatig verbouwd en verder uitgebreid, waardoor anno 2016 het terrein tweeënhalf keer groter was dan in 1949 met in totaal 480.000 vierkante meter, maar het terrein werd te klein voor het Korps Mariniers. Ook had de kazerne anno 2019 te maken met achterstallig onderhoud, waardoor onder andere de centrale keuken moest sluiten.

### Verhuizing
In 2011 werd er een plan voorgesteld om de mariniers van de Van Braam Houckgeestkazerne te verhuizen naar een nieuw te bouwen kazerne in Vlissingen. Het plan is dan om het voormalige kazerneterrein te herinrichten als woonwijk.